# モプスエスティアのテオドロス
モプスエスティアのテオドロス（ギリシア語：Θεόδωρος ὁ Μοψουεστίας, ラテン語：Theodorus Mopsuestenus, 英語：Theodore of Mopsuestia  350年頃 - 428年）はキリスト教の神学者であり、モプスエスティアの主教（392年から428年）。生前非常に尊敬されていたが、死後巻き起こった論争により、アッシリア東方教会などで聖人、正教会などで異端者とみなされる運命をたどった。アンティオキア派神学・聖書釈義をもっともよく代表する人物として知られる。

## 生涯

### 聖職叙階まで
テオドロスはアンティオキアで生まれたが、父は役人の地位にあり、一家は裕福であった。テオドロスの兄弟ポリュクロニオスはのちにアパメイア主教となっている。テオドロスが若き日のヨアンネス・クリュソストモスの同輩にして友人として初めて記録に現れる。共通の友人でのちイサウリアのセレウキア主教となったマクシモスとともに、ヨアンネスとテオドロスはリバニオスのもとで修辞学を学んだ。
その後ヨアンネスの説得で、アンティオキア近郊でディオドロスとカルテリオスが営んでいた一種の修道院学校（asketerion）に入るが、何らかの理由でこれを途中で放棄した。その理由として法学を志したこと、ヘルミオネという少女との結婚を考えたことなどが挙げられるが、これはヨアンネス・クリュソストモスが自身の修道的理想に照らしてテオドロスを非難した著作から判明しているものである。とくに後者の理由はその死後テオドロス弾劾のため盛んに利用されたが、ヨアンネス・クリュソストモスはあくまでテオドロスが修道生活を志した際の純粋な意志を賞賛し、そこへ戻るよう懇願する文脈で前述の件を語っているのであって、その晩年にもテオドロスとの友情を保っている点に注意が必要である。
いずれにせよテオドロスは再びディオドロスとカルテリオスのもとへ戻り、ディオドロスがタルソス主教に選出されアンティオキアを去るまで教育を受けた。テオドロスの両性論的キリスト論やいわゆる字義的・歴史的聖書釈義にはディオドロスの影響が強く認められる。

### モプスエスティア主教として
383年にアンティオキア大主教フラウィアノスによりアンティオキアの司祭に、392年に師であるディオドロスと同じキリキアの都市モプスエスティアの主教に叙階された。
おそらくその前後、ニカイア派から見て異端とされていた相似本質派（いわゆる「マケドニオス派」）を相手にモプスエスティアに近いキリキアの都市アナザルボスで討論している。394年にはボストラ主教座をめぐるコンスタンティノポリス教会会議に出席している。主教を務めていた間、テオドロスは説教と司牧、聖書釈義に励んだ。彼の聖書釈義は、全体で150ある詩篇のうち4つにのみキリストへの予型を見て取り、雅歌など一部の著作が預言の霊により書かれたことを否定するなどの特色を有しており、上述した通りタルソスのディオドロスらと並んでアンティオキア派のうちに数えられている。
モプスエスティアでの任期には概ね大きな事件に巻き込まれず、オリエンス管区の主教たちの中で名声を得たまま428年に死去した。ただし417年頃北アフリカから逃れてアウグスティヌスと論争していたペラギウスとその弟子エクラヌムのユリアヌスに庇護を与えている。
また、教えを授けた人々の中にネストリオスがいたことで、死後大きな論争に巻き込まれることとなる。

## 後世への影響

### エフェソス公会議からカルケドン公会議まで
奇しくもテオドロスが死去した428年にコンスタンティノポリス主教に叙階されたネストリオスは、イエスは人間としてマリアから生まれ、神としては世界の初めから存在していたのだから、マリアに帰せられたテオトコス（神の母）という呼称は不適切である、と説いた。これに対し「テオトコス」称号を尊重していたエジプトの人々は猛反発し、エジプトの大都市アレクサンドリアの主教キュリロスはネストリオスを弾劾した。その結果ネストリオスは431年エフェソス公会議（第三全地公会）で異端宣告されることになった。
ネストリオスはシリアのゲルマニケイア出身で、アンティオキア派的な神学を説き、オリエンス管区に少なくない支持者を得ていた。これに対しネストリオスを糾弾したキュリロスはエジプト・アレクサンドリア派の神学を掲げていた。
エフェソス公会議とその後の合同信条採択（433年）まではネストリオスその人の神学とキュリロスによる弾劾の正当性をめぐる議論に終始したが、430年代中盤になるとエデッサ主教ラッブーラーやコンスタンティノポリス大主教プロクロスなどがキュリロスと連携し、ネストリオスの師であるテオドロスと、さらにその師であるタルソスのディオドロスに攻撃の矛先を向け始めた。キュロスのテオドレトスなどアンティオキア派（あるいはオリエンスの主教団）の論客は逆にディオドロスとテオドロスを擁護する論陣を張った。
キュリロスの後を継いだディオスコロスは、テオドロスを擁護するテオドレトスと上述のラッブーラーの死後エデッサ主教座を継いだヒーバー（イーバス）を、エフェソスで開いた会議（いわゆる「エフェソス強盗会議」）において弾劾した（449年）。そのディオスコロスが追放されたカルケドン公会議で彼ら二人は正統と認められ、テオドロスの正統性も問題にならなかった（451年）。

### サーサーン朝領内の教会で
他方で、エデッサ近辺よりさらに東方のサーサーン朝領内には既にシリア語キリスト教コミュニティが存在していたが、地理・人的交流の観点からみてオリエンス管区の主教たちの影響を受けることが多かった。さらに件のヒーバー（イーバス）などがモプスエスティアのテオドロスの著作をシリア語へ訳したこと、エデッサの神学校とその学生が遅くとも5世紀末にサーサーン朝領ニシビスへ遷ったこと、必ずしもローマ帝国の公会議の決議に従う必要がなかったことから、モプスエスティアのテオドロスへの崇敬が強まっていった。
486年には、カトリコス・アカキオスが開催したセレウキア教会会議でネストリウスの師であるモプスエスティアのテオドロスの教えに基づく神学が採択されている。その流れを継ぐ東シリア教会（アッシリア東方教会、「ネストリオス派」）では今に至るまでテオドロスが「釈義者」（ܡܦܫܩܢܐ, mpaššqānā）として崇敬されている。

### キリスト論論争と公会議による「断罪」
これに対しローマ帝国では、アレクサンドリア派の流れをくむ非カルケドン派を優遇するゼノ帝やアナスタシウス帝の統治（エデッサからニシビスへの神学校の移動は前者の治世に起ったと考えられている）の後、カルケドン派のユスティニアヌス1世が即位した。
このころ非カルケドン派論者、例えばアンティオキアのセウェロスは、タルソスのディオドロスやモプスエスティアのテオドロス、キュロスのテオドレトスなどアンティオキア派の教理をネストリオス派異端として激しく攻撃していた（その考え方ではカルケドン公会議も「ネストリオス派」に染まっているため異端とされる）。
ユスティニアヌスは非カルケドン派を取り込もうと考え、第2コンスタンティノポリス公会議（553年）でカルケドン信条を正統であるとしつつも、モプスエスティアのテオドロスとその全著作、キュロスのテオドレトスの『キュリロスのネストリオスに対する十二異端宣告に対する駁論』、エデッサのヒーバー（イーバス）の『マリ宛書簡』に対する異端宣告を下させた（後者二人は著作の一部のみだが、テオドロスは本人も含めて異端とされた）。しかし北アフリカの主教たち、とりわけヘルミアナのファクンドゥスは、生前その生涯や著作が崇敬されており公会議で裁かれもしなかった人物を糾弾する行為に激しく反発し、三章論争と呼ばれる論争が展開された。
それゆえ、ギリシア語圏（正教圏）では公会議の権威が強くモプスエスティアのテオドロスの著作もほとんどが破棄されたが、ラテン語圏（カトリック圏）では三章論争の際にファクドゥスらがギリシア語・シリア語から訳して編纂した資料が少なからず伝存している。実際、テオドロスの著作だけではなく、その生涯に関する情報も、崇敬の本場であるシリア語圏（東シリア教会圏）を別とすれば、ラテン語史料によるところが大きい。

## 現存する著作
著作の多くは散逸し、他の著者の著作や公会議議事録による引用の形で多くの断片が伝わる。
ギリシア語
- 『十二小預言書註解』（Commentarius in xii prophetas minores）
- 『詩篇註解』（Expositio in psalmos）――ラテン語訳、シリア語訳とともに残る。

ラテン語
- 『パウロ書簡註解』（In Epistolas B. Pauli Commentarii）――断片の集成。

シリア語
- 『ヨハネ福音書註解』（Commentarius in evangelium Iohannis Apostoli）
- 『教理教育講話』
- 『アナザルボスにおけるマケドニオス派との討論』（ܕܪܫܐ ܕܗܘܐ ܠܛܘܒܢܐ ܡܪܝ ܬܐܕܘܪܘܣ ܠܘܩܒܠ ܡܩܕܘܢܝܢܐ ܒܐܢܙܪܒܐ ܡܕܝܢܬܐ）